# Temporada 2004 de World Series Light
La Temporada 2004 de World Series Light es la tercera edición de este campeonato siendo la categoría antesala de la Temporada 2004 de World Series V6 dentro de las World Series by Nissan. 

## Calendario
Temporada
| Ronda | Circuito                       | Localización               | Fecha            |
| ----- | ------------------------------ | -------------------------- | ---------------- |
| 1     | Circuito del Jarama            | San Sebastián de los Reyes | 18 de marzo      |
| 2     | Zolder                         | Heusden-Zolder             | 25 de abril      |
| 3     | Circuito de Nevers Magny-Cours | Nevers                     | 23 de mayo       |
| 4     | Circuito Ricardo Tormo         | Cheste                     | 20 de junio      |
| 5     | Lausitzring                    | Lausitz                    | 8 de agosto      |
| 6     | Autódromo do Estoril           | Estoril                    | 19 de septiembre |
| 7     | Circuit de Catalunya           | Montmeló                   | 3 de octubre     |
| 8     | Circuito Ricardo Tormo         | Cheste                     | 17 de octubre    |

## Escuderías y pilotos participantes
| Escudería       | N.º | Pilotos               | Rondas |
| --------------- | --- | --------------------- | ------ |
| Meycom Sport    | 1   | Celso Míguez          | Todas  |
| Meycom Sport    | 2   | Cristian Cano         | 1      |
| Epsilon Sport   | 3   | Simon Abadie          | Todas  |
| Epsilon Sport   | 4   | Bastien Briere        | 1-5    |
| Epsilon Sport   | 4   | Juan Antonio del Pino | 7      |
| RC Motorsport   | 5   | Juan Antonio del Pino | 1      |
| RC Motorsport   | 6   | Marco Cencetti        | 1      |
| Vergani Formula | 8   | Matteo Pellegrino     | Todas  |
| Vergani Formula | 9   | Giovanni Tedeschi     | 1-4    |
| Vergani Formula | 10  | Milos Pavlovic        | 1-7    |
| Saulnier Racing | 11  | Harold Primat         | Todas  |
| Saulnier Racing | 12  | Mathieu Lahaye        | Todas  |

## Clasificaciones

### Pilotos
- Sistema de puntuación:

| Pos | 1  | 2  | 3  | 4 | 5 | 6 | 7 | 8 | 9 | 10 | VR |
| --- | -- | -- | -- | - | - | - | - | - | - | -- | -- |
| Pts | 15 | 12 | 10 | 8 | 6 | 5 | 4 | 3 | 2 | 1  | 2  |

| Pos | Piloto                | JAR | JAR | ZOL | ZOL | MAG | MAG | VAL | VAL | LAU | LAU | EST | EST | BAR | BAR | VAL | VAL | Retención | Pts |
| --- | --------------------- | --- | --- | --- | --- | --- | --- | --- | --- | --- | --- | --- | --- | --- | --- | --- | --- | --------- | --- |
| 1   | Milos Pavlovic        | 1   | 1   | 3   | 4   | 1   | 1   | Ret | 2   | 2   | Ret | 1   | Ret | 1   | 1   |     |     |           | 181 |
| 2   | Celso Míguez          | 4   | 3   | 1   | 5   | 5   | Ret | 3   | DNS | 1   | 2   | 3   | 2   | 2   | Ret | 1   | 4   | (145 - 6) | 139 |
| 3   | Simon Abadie          | 6   | 6   | Ret | 1   | 2   | 2   | 1   | Ret | 4   | Ret | 2   | DSQ | 4   | 3   | Ret | 1   |           | 125 |
| 4   | Matteo Pellegrino     | 3   | 9   | 5   | 2   | 7   | 5   | 2   | 4   | 5   | 1   | Ret | 1   | 3   | Ret | Ret | 3   | (116 - 2) | 114 |
| 5   | Mathieu Lahaye        | 7   | 4   | DNS | DNS | 4   | 3   | 4   | 1   | 7   | Ret | Ret | Ret | 5   | Ret | 2   | 2   |           | 87  |
| 6   | Harold Primat         | 9   | 5   | Ret | 6   | 6   | 6   | 6   | 5   | 6   | 3   | 4   | 3   | Ret | 4   | 3   | Ret | (85 - 2)  | 83  |
| 7   | Bastien Briere        | 8   | 8   | 2   | 3   | 3   | Ret | 5   | 3   | 3   | 4   |     |     |     |     |     |     |           | 74  |
| 8   | Juan Antonio del Pino | 2   | 2   |     |     |     |     |     |     |     |     |     |     | Ret | 2   |     |     |           | 38  |
| 9   | Giovanni Tedeschi     | 10  | Ret | 4   | Ret | 8   | 4   | 7   | 6   |     |     |     |     |     |     |     |     |           | 29  |
| 10  | Marco Cencetti        | 5   | 7   |     |     |     |     |     |     |     |     |     |     |     |     |     |     |           | 10  |
| 11  | Cristian Cano         | 11  | Ret |     |     |     |     |     |     |     |     |     |     |     |     |     |     |           | 0   |
| Pos | Piloto                | JAR | JAR | ZOL | ZOL | MAG | MAG | VAL | VAL | LAU | LAU | EST | EST | BAR | BAR | VAL | VAL | Retención | Pts |

| Color     | Resultado                                                               |
| --------- | ----------------------------------------------------------------------- |
| Oro       | Ganador                                                                 |
| Plata     | 2.ª plaza                                                               |
| Bronce    | 3.ª plaza                                                               |
| Verde     | Finalizó en los puntos                                                  |
| Azul      | Finalizó sin puntos                                                     |
| Azul      | NC - No clasificado                                                     |
| Violeta   | Ret - No terminó (Carrera)                                              |
| Rojo      | DNQ - No se clasificó                                                   |
| Negro     | DSQ - Descalificado                                                     |
| Blanco    | DNS - No empezó (carrera)                                               |
| Blanco    | WD - Retirado (fin de semana)                                           |
| Blanco    | C - Carrera cancelada                                                   |
| Sin color | DNP - Inscrito pero no participó                                        |
| Sin color | INJ - Lesionado                                                         |
| Sin color | EX - Excluido                                                           |
| Estado    | Resultado                                                               |
| Negrita   | Pole position                                                           |
| Cursiva   | Vuelta rápida                                                           |
| †         | Abandona, pero clasifica al completar el porcentaje requerido para ello |

### Escuderías
| Pos | Escudería       | Nº Coche | JAR | JAR | ZOL | ZOL | MAG | MAG | VAL | VAL | LAU | LAU | EST | EST | BAR | BAR | VAL | VAL | Pts |
| --- | --------------- | -------- | --- | --- | --- | --- | --- | --- | --- | --- | --- | --- | --- | --- | --- | --- | --- | --- | --- |
| 1   | Vergani Formula | 8        | 3   | 9   | 5   | 2   | 7   | 5   | 2   | 4   | 5   | 1   | Ret | 1   | 3   | Ret | Ret | 3   | 332 |
| 1   | Vergani Formula | 9        | 10  | Ret | 4   | Ret | 8   | 4   | 7   | 6   |     |     |     |     |     |     |     |     | 332 |
| 1   | Vergani Formula | 10       | 1   | 1   | 3   | 4   | 1   | 1   | Ret | 2   | 2   | Ret | 1   | Ret | 1   | 1   |     |     | 332 |
| 2   | Epsilon Sport   | 3        | 6   | 6   | Ret | 1   | 2   | 2   | 1   | Ret | 4   | Ret | 2   | DSQ | 4   | 3   | Ret | 1   | 238 |
| 2   | Epsilon Sport   | 4        | 8   | 8   | 2   | 3   | 3   | Ret | 5   | 3   | 3   | 4   |     |     | Ret | 2   |     |     | 238 |
| 3   | Saulnier Racing | 11       | 9   | 5   | Ret | 6   | 6   | 6   | 6   | 5   | 6   | 3   | 4   | 3   | Ret | 4   | 3   | Ret | 203 |
| 3   | Saulnier Racing | 12       | 7   | 4   | DNS | DNS | 4   | 3   | 4   | 1   | 7   | Ret | Ret | Ret | 5   | Ret | 2   | 2   | 203 |
| 4   | Meycom Sport    | 1        | 4   | 3   | 1   | 5   | 5   | Ret | 3   | DNS | 1   | 2   | 3   | 2   | 2   | Ret | 1   | 4   | 152 |
| 4   | Meycom Sport    | 2        | 11  | Ret |     |     |     |     |     |     |     |     |     |     |     |     |     |     | 152 |
| 5   | RC Motorsport   | 5        | 2   | 2   |     |     |     |     |     |     |     |     |     |     |     |     |     |     | 36  |
| 5   | RC Motorsport   | 6        | 5   | 7   |     |     |     |     |     |     |     |     |     |     |     |     |     |     | 36  |
| Pos | Escudería       | Nº Coche | JAR | JAR | ZOL | ZOL | MAG | MAG | VAL | VAL | LAU | LAU | EST | EST | BAR | BAR | VAL | VAL | Pts |

- Datos: Q4603483